# Andersonosia semifumosa
Andersonosia semifumosa är en tvåvingeart som beskrevs av Fritz Isidore van Emden 1940. Andersonosia semifumosa ingår i släktet Andersonosia och familjen husflugor.
Artens utbredningsområde är Uganda. Inga underarter finns listade i Catalogue of Life.